# تالبوت
تالبوت (انگلیسی: Talbot) یک شرکت خودروسازی در کشور انگلستان بود.
این شرکت در سال ۱۹۰۳ تأسیس و در سال ۱۹۹۴ تعطیل شد، این شرکت علاوه‌بر تولید خودرو در مسابقات اتوموبیل‌رانی همچون رالی قهرمانی جهان فعالیت می‌کرده‌است.

## خودرهای تولیدشده توسط تالبوت (۱۹۷۹–۱۹۹۴)
- سیمکا ۱۱۰۰ ۱۹۶۷–۱۹۸۲
- سیمکا ۱۳۰۷ ۱۹۷۹–۱۹۸۶
- هیلمن آونجر ۱۹۷۰–۱۹۸۱
- فیات دوکاتو Vans ۱۹۸۲–۱۹۹۴
- کرایسلر هوریزون ۱۹۷۹–۱۹۸۷
- Talbot Marathon ۱۹۸۳–۱۹۸۶
- ماترا مورنا ۱۹۸۰–۱۹۸۴
- سیمکا ۱۳۰۷ ۱۹۸۴–۱۹۸۶
- سیمکا ۱۳۰۷ ۱۹۸۴–۱۹۸۶
- ماترا رانشو ۱۹۷۷–۱۹۸۴
- تالبوت سامبا ۱۹۸۲–۱۹۸۶
- Talbot Samba Cabriolet ۱۹۸۳–۱۹۸۶
- سیمکا ۱۳۰۷ ۱۹۸۰–۱۹۸۶
- کرایسلر سانبیم ۱۹۷۷–۱۹۸۱
- کرایسلر سانبیم ۱۹۷۹–۱۹۸۱
- تالبوت تاگورا ۱۹۸۱–۱۹۸۴